# Zasłonak kępkowy
Zasłonak kępkowy (Cortinarius impennis Fr.) – gatunek grzybów należący do rodziny zasłonakowatych (Cortinariaceae).

## Systematyka i nazewnictwo
Pozycja w klasyfikacji według Index Fungorum: Cortinarius, Cortinariaceae, Agaricales, Agaricomycetidae, Agaricomycetes, Agaricomycotina, Basidiomycota, Fungi.
Po raz pierwszy opisał go w 1838 r. Elias Fries pod sosnami w Szwecji. Brak typu nomenklatorycznego, a diagnoza taksonomiczna jest lakoniczna. Synonimy:
- Cortinarius impennis subsp. adustorimosus Rob. Henry 1981
- Cortinarius impennis var. typicus Rob. Henry 1981
- Gomphos impennis (Fr.) Kuntze 1891
- Hydrocybe impennis (Fr.) M.M. Moser, in Gams 1953
- Telamonia impennis (Fr.) A. Blytt 1905

Andrzej Nespiak w 1981 r. nadał mu polską nazwę zasłonak gromadny, Władysław Wojewoda w 2003 r. zmienił ją na zasłonak kępkowy.

## Występowanie i siedlisko
Podano jego stanowiska w Europie i Ameryce Północnej. W Polsce do 2025 r. podano dwa stanowiska.
Naziemny grzyb mykoryzowy występujący w lasach iglastych.